# Jeroen van der Zee
Jeroen van der Zee (Zevenaar, 30 december 1986) is een Nederlands scenarioschrijver.

## Biografie
Van der Zee begon zijn carrière in 2007, op twintigjarige leeftijd, bij de jeugdsoap Het Huis Anubis. Sindsdien heeft hij meerdere afleveringen voor verschillende jeugdseries geschreven. In 2012 trad Van der Zee toe tot het schrijversteam van Goede tijden, slechte tijden. Hij zou tweeënhalf jaar voor de serie schrijven. In deze periode raakte hij ook als schrijver betrokken bij scripted realityseries. Internationaal schreef Van der Zee afleveringen voor het Duitse Das Haus Anubis en het Amerikaanse Hunter Street.
In oktober 2016 kwam de muzikale film Hart Beat in de Nederlandse bioscopen. Van der Zee schreef het scenario samen met Anjali Taneja en Ivo W. Punt. De film bereikte de status van Gouden Film op 6 november 2016. Hierdoor ontving Van der Zee ook de Gouden Pen.
Op 19 oktober 2017 ging de jeugdthriller Pestkop in première in Hilversum. Van der Zee schreef het scenario naar een idee van regisseur Sjoerd de Bont. De Bont en Van der Zee werkte ook in dezelfde hoedanigheid samen voor de film De Vloek van Lughus, die in première ging op 21 oktober 2021 op het Cinekid Festival.

## Persoonlijk
Van der Zee groeide op in Herwen en woont momenteel in Utrecht.

## Filmografie

### Televisie
- Het Huis Anubis (2007-2009) (101 afleveringen)[6]
- Het Huis Anubis en de Vijf van het Magische Zwaard (2010-2011) (73 afleveringen)[6]
- De Magische Wereld van Pardoes (2011) (1 aflevering)[6]
- VRijland (2011-2012) (12 afleveringen)[6]
- Das Haus Anubis (2009-2012) (30 afleveringen)
- Overspel in de liefde (2013) (9 afleveringen)[6]
- Het mysterie van... (2013) (53 afleveringen)[6]
- Goede tijden, slechte tijden (2012-2014) (81 afleveringen)[6]
- Jonge Garde (2015) (4 afleveringen)[6]
- Spotlight (2015) (34 afleveringen)[6]
- Kattenoog - Het Geheim van de Griezelclub (2015) (17 afleveringen)[6]
- Brugklas (2015-2019) (15 afleveringen)[6]
- De Ludwigs: Wie is de Dief? (2017) (8 afleveringen)[6]
- Nieuwe Tijden (2016-2018) (58 afleveringen)[6]
- Hunter Street (2018) (2 afleveringen)[6]
- De Ludwigs (2018) (18 afleveringen)[6]
- Spangas: De Campus (2020-2022) (40 afleveringen)[6]

### Film
- Hart Beat (2016)[6]
- Pestkop (2017)[6]
- De Vloek van Lughus (2021)[6]